# 15e étape du Tour de France 2019
Pour un article plus général, voir Tour de France 2019.
La 15e étape du Tour de France 2019 se déroule le dimanche 21 juillet 2019 entre Limoux et Foix - Prat d'Albis, sur une distance de 185 kilomètres.

## Parcours
Courue dans les deux départements de l'Aude et de l'Ariège, c'est dans ce dernier que se trouvent les difficultés à savoir le col de Montségur (2e catégorie), le port de Lers et le mur de Péguère, tous deux en première catégorie. Cette étape se termine sur une ascension inédite sur le Tour de France : le plateau du Prat d'Albis, près de Foix, classé en 1re catégorie.

## Déroulement de la course
Le début d'étape est très rapide avec un long faux-plat sur le plateau de Sault. L'échappée ne parvient à sortir qu'un peu avant la première difficulté du jour, le col de Montségur, après plus de 50 km. Alors que l'échappée prend forme avec 28 coureurs, dont Romain Bardet, Vincenzo Nibali, Ilnur Zakarin, et même Nairo Quintana (qui est le mieux classé au général), à l'arrière, un gruppetto se forme déjà avec notamment Tim Wellens, porteur du maillot à pois, qui ne marquera aucun point au classement de la montagne sur cette journée. Le bon placement de Quintana amène la Deceuninck-Quick Step à rouler même si l'avance approchera les 6 minutes en cours d'étape. Le Port de Lers fait une première sélection dans le peloton et parmi les échappées, mais c'est le redoutable Mur de Péguère — et ses 3,5 derniers km à 12 % de moyenne — qui va réellement faire exploser tous les groupes. À l'avant, Simon Geschke et Simon Yates s'extirpent du groupe de tête, suivis par un autre groupe composé de Bardet, Quintana, Sébastien Reichenbach et Alexey Lutsenko. Mais ce deuxième groupe, incapable de s'entendre dans la descente, laisse prendre de l'avance au duo de tête. Dans le peloton, devenu groupe maillot jaune, les favoris sont toujours présents mais Julian Alaphilippe perd tous ses coéquipiers, et aucune équipe ne passe le sommet avec plus de trois coureurs, qu'il s'agisse des Ineos (pour Geraint Thomas et Egan Bernal), des Groupama-FDJ (pour Thibaut Pinot) ou des Jumbo-Visma (pour Steven Kruijswijk). Mikel Landa a également profité de l'ascension pour s'échapper et réaliser une tactique d'équipe avec un autre coureur de la Movistar placé à l'avant. 
Dans la descente vers Foix, l'heure est au regroupement et certaines équipes regagnent des membres lâchés dans Péguère. Dans l'ultime ascension vers le Prat d'Albis, Simon Yates parvient à lâcher Geschke et se retrouve seul en tête. Derrière, tout s'agite. Alaphilippe montre les premiers vrais signes de faiblesse, tandis que Pinot, emmené par ses coéquipiers Gaudu puis Reichenbach, finit par creuser un écart sur les autres favoris. Bernal est le seul à le suivre un temps avant de lâcher prise et de revenir aux côtés de Thomas, Kruijswijk, Buchmann et Alaphilippe. Ce dernier finit par craquer après une attaque de Thomas. Au sommet, Simon Yates a conservé une avance suffisante pour remporter sa deuxième victoire d'étape sur ce Tour. Pinot est bien remonté et arrive deuxième pour empocher 6 secondes de bonifications supplémentaires et Landa arrive troisième avec lui. Buchmann et Bernal arrivent ensemble et perdent une vingtaine de secondes sur Pinot. Thomas et Kruijswijk arrivent un peu plus loin et perdent près d'une minute sur le français de la Groupama-FDJ. Enfin, Alaphilippe a résisté et n'a perdu qu'une trentaine de secondes, ce qui lui permet de conserver son maillot jaune. À l'issue de cette étape, Pinot a totalement récupéré le temps qu'il avait perdu dans la bordure vers Albi, Alaphilippe montre ses limites en montagne, le duo d'Ineos vacille mais reste très bien placé, et les favoris plus discrets comme Kruijswijk et Buchmann restent toujours dans la course pour la victoire finale. Aucun maillot ne change d'épaules, aucun n'ayant pu marquer assez de points au classement du meilleur grimpeur pour détrôner Wellens.

## Résultats

### Classement de l'étape
| Classement de la 15e étape | Classement de la 15e étape | Classement de la 15e étape | Classement de la 15e étape | Classement de la 15e étape |
|                            | Coureur                    | Pays                       | Équipe                     | Temps                      |
| -------------------------- | -------------------------- | -------------------------- | -------------------------- | -------------------------- |
| 1er                        | Simon Yates                | Royaume-Uni                | Mitchelton-Scott           | en 4 h 47 min 4 s          |
| 2e                         | Thibaut Pinot              | France                     | Groupama-FDJ               | + 33 s                     |
| 3e                         | Mikel Landa                | Espagne                    | Movistar                   | + 33 s                     |
| 4e                         | Emanuel Buchmann           | Allemagne                  | Bora-Hansgrohe             | + 51 s                     |
| 5e                         | Egan Bernal                | Colombie                   | Ineos                      | + 51 s                     |
| 6e                         | Lennard Kämna              | Allemagne                  | Sunweb                     | + 1 min 3 s                |
| 7e                         | Geraint Thomas             | Royaume-Uni                | Ineos                      | + 1 min 22 s               |
| 8e                         | Steven Kruijswijk          | Pays-Bas                   | Jumbo-Visma                | + 1 min 22 s               |
| 9e                         | Alejandro Valverde         | Espagne                    | Movistar                   | + 1 min 22 s               |
| 10e                        | Richie Porte               | Australie                  | Trek-Segafredo             | + 1 min 30 s               |
| modifier                   |                            |                            |                            |                            |

### Points attribués
| Sprint intermédiaire Tarascon-sur-Ariège (km 93,5) | Sprint intermédiaire Tarascon-sur-Ariège (km 93,5) | Sprint intermédiaire Tarascon-sur-Ariège (km 93,5) | Sprint intermédiaire Tarascon-sur-Ariège (km 93,5) | Sprint intermédiaire Tarascon-sur-Ariège (km 93,5) |
| -------------------------------------------------- | -------------------------------------------------- | -------------------------------------------------- | -------------------------------------------------- | -------------------------------------------------- |
|                                                    | Coureur                                            | Pays                                               | Équipe                                             | Point(s)                                           |
| 1er                                                | Michael Matthews                                   | Australie                                          | Sunweb                                             | 20                                                 |
| 2e                                                 | Nils Politt                                        | Allemagne                                          | Katusha-Alpecin                                    | 17                                                 |
| 3e                                                 | Damiano Caruso                                     | Italie                                             | Bahrain-Merida                                     | 15                                                 |
| 4e                                                 | Julien Bernard                                     | France                                             | Trek-Segafredo                                     | 13                                                 |
| 5e                                                 | Peio Bilbao                                        | Espagne                                            | Astana                                             | 11                                                 |
| 6e                                                 | Marc Soler                                         | Espagne                                            | Movistar                                           | 10                                                 |
| 7e                                                 | Anthony Perez                                      | France                                             | Cofidis                                            | 9                                                  |
| 8e                                                 | Tony Gallopin                                      | France                                             | AG2R La Mondiale                                   | 8                                                  |
| 9e                                                 | Andrey Amador                                      | Costa Rica                                         | Movistar                                           | 7                                                  |
| 10e                                                | Patrick Konrad                                     | Autriche                                           | Bora-Hansgrohe                                     | 6                                                  |
| 11e                                                | Giulio Ciccone                                     | Italie                                             | Trek-Segafredo                                     | 5                                                  |
| 12e                                                | Mathias Frank                                      | Suisse                                             | AG2R La Mondiale                                   | 4                                                  |
| 13e                                                | Jesús Herrada                                      | Espagne                                            | Cofidis                                            | 3                                                  |
| 14e                                                | Nairo Quintana                                     | Colombie                                           | Movistar                                           | 2                                                  |
| 15e                                                | Sébastien Reichenbach                              | Suisse                                             | Groupama-FDJ                                       | 1                                                  |
| modifier                                           |                                                    |                                                    |                                                    |                                                    |

| Arrivée d'étape Foix - Prat d'Albis (km 185) | Arrivée d'étape Foix - Prat d'Albis (km 185) | Arrivée d'étape Foix - Prat d'Albis (km 185) | Arrivée d'étape Foix - Prat d'Albis (km 185) | Arrivée d'étape Foix - Prat d'Albis (km 185) |
| -------------------------------------------- | -------------------------------------------- | -------------------------------------------- | -------------------------------------------- | -------------------------------------------- |
|                                              | Coureur                                      | Pays                                         | Équipe                                       | Point(s)                                     |
| 1er                                          | Simon Yates                                  | Royaume-Uni                                  | Mitchelton-Scott                             | 20                                           |
| 2e                                           | Thibaut Pinot                                | France                                       | Groupama-FDJ                                 | 17                                           |
| 3e                                           | Mikel Landa                                  | Espagne                                      | Movistar                                     | 15                                           |
| 4e                                           | Emanuel Buchmann                             | Allemagne                                    | Bora-Hansgrohe                               | 13                                           |
| 5e                                           | Egan Bernal                                  | Colombie                                     | Ineos                                        | 11                                           |
| 6e                                           | Lennard Kämna                                | Allemagne                                    | Sunweb                                       | 10                                           |
| 7e                                           | Geraint Thomas                               | Royaume-Uni                                  | Ineos                                        | 9                                            |
| 8e                                           | Steven Kruijswijk                            | Pays-Bas                                     | Jumbo-Visma                                  | 8                                            |
| 9e                                           | Alejandro Valverde                           | Espagne                                      | Movistar                                     | 7                                            |
| 10e                                          | Richie Porte                                 | Australie                                    | Trek-Segafredo                               | 6                                            |
| 11e                                          | Julian Alaphilippe                           | France                                       | Deceuninck-Quick Step                        | 5                                            |
| 12e                                          | Wout Poels                                   | Pays-Bas                                     | Ineos                                        | 4                                            |
| 13e                                          | Warren Barguil                               | France                                       | Arkéa-Samsic                                 | 3                                            |
| 14e                                          | Jakob Fuglsang                               | Danemark                                     | Astana                                       | 2                                            |
| 15e                                          | Guillaume Martin                             | France                                       | Wanty-Gobert                                 | 1                                            |
| modifier                                     |                                              |                                              |                                              |                                              |

|   | Coureur       | Pays        | Équipe           | Bonifications |
| - | ------------- | ----------- | ---------------- | ------------- |
| 1 | Simon Geschke | Allemagne   | CCC              | 8 s           |
| 2 | Simon Yates   | Royaume-Uni | Mitchelton-Scott | 5 s           |
| 3 | Romain Bardet | France      | AG2R La Mondiale | 2 s           |

|   | Coureur       | Pays        | Équipe           | Bonifications |
| - | ------------- | ----------- | ---------------- | ------------- |
| 1 | Simon Yates   | Royaume-Uni | Mitchelton-Scott | 10 s          |
| 2 | Thibaut Pinot | France      | Groupama-FDJ     | 6 s           |
| 3 | Mikel Landa   | Espagne     | Movistar         | 4 s           |

### Cols et côtes
| Col de Montségur (km 60,5) 2e catégorie (6,8km à 6,0%) | Col de Montségur (km 60,5) 2e catégorie (6,8km à 6,0%) | Col de Montségur (km 60,5) 2e catégorie (6,8km à 6,0%) | Col de Montségur (km 60,5) 2e catégorie (6,8km à 6,0%) | Col de Montségur (km 60,5) 2e catégorie (6,8km à 6,0%) |
| ------------------------------------------------------ | ------------------------------------------------------ | ------------------------------------------------------ | ------------------------------------------------------ | ------------------------------------------------------ |
|                                                        | Coureur                                                | Pays                                                   | Équipe                                                 | Point(s)                                               |
| 1er                                                    | Michael Woods                                          | Canada                                                 | EF Education First                                     | 5                                                      |
| 2e                                                     | Vincenzo Nibali                                        | Italie                                                 | Bahrain-Merida                                         | 3                                                      |
| 3e                                                     | Romain Bardet                                          | France                                                 | AG2R La Mondiale                                       | 2                                                      |
| 4e                                                     | Alexey Lutsenko                                        | Kazakhstan                                             | Astana                                                 | 1                                                      |
| modifier                                               |                                                        |                                                        |                                                        |                                                        |

| Port de Lers (km 120,5) 1re catégorie (11,4km à 7,0%) | Port de Lers (km 120,5) 1re catégorie (11,4km à 7,0%) | Port de Lers (km 120,5) 1re catégorie (11,4km à 7,0%) | Port de Lers (km 120,5) 1re catégorie (11,4km à 7,0%) | Port de Lers (km 120,5) 1re catégorie (11,4km à 7,0%) |
| ----------------------------------------------------- | ----------------------------------------------------- | ----------------------------------------------------- | ----------------------------------------------------- | ----------------------------------------------------- |
|                                                       | Coureur                                               | Pays                                                  | Équipe                                                | Point(s)                                              |
| 1er                                                   | Romain Bardet                                         | France                                                | AG2R La Mondiale                                      | 10                                                    |
| 2e                                                    | Simon Geschke                                         | Allemagne                                             | CCC                                                   | 8                                                     |
| 3e                                                    | Marc Soler                                            | Espagne                                               | Movistar                                              | 6                                                     |
| 4e                                                    | Omar Fraile                                           | Espagne                                               | Astana                                                | 4                                                     |
| 5e                                                    | Michael Woods                                         | Canada                                                | EF Education First                                    | 2                                                     |
| 6e                                                    | Simon Yates                                           | Royaume-Uni                                           | Mitchelton-Scott                                      | 1                                                     |
| modifier                                              |                                                       |                                                       |                                                       |                                                       |

| Mur de Péguère (km 147) 1re catégorie (9,3km à 7,9%) | Mur de Péguère (km 147) 1re catégorie (9,3km à 7,9%) | Mur de Péguère (km 147) 1re catégorie (9,3km à 7,9%) | Mur de Péguère (km 147) 1re catégorie (9,3km à 7,9%) | Mur de Péguère (km 147) 1re catégorie (9,3km à 7,9%) |
| ---------------------------------------------------- | ---------------------------------------------------- | ---------------------------------------------------- | ---------------------------------------------------- | ---------------------------------------------------- |
|                                                      | Coureur                                              | Pays                                                 | Équipe                                               | Point(s)                                             |
| 1er                                                  | Simon Geschke                                        | Allemagne                                            | CCC                                                  | 10                                                   |
| 2e                                                   | Simon Yates                                          | Royaume-Uni                                          | Mitchelton-Scott                                     | 8                                                    |
| 3e                                                   | Romain Bardet                                        | France                                               | AG2R La Mondiale                                     | 6                                                    |
| 4e                                                   | Alexey Lutsenko                                      | Kazakhstan                                           | Astana                                               | 4                                                    |
| 5e                                                   | Sébastien Reichenbach                                | Suisse                                               | Groupama-FDJ                                         | 2                                                    |
| 6e                                                   | Nairo Quintana                                       | Colombie                                             | Movistar                                             | 1                                                    |
| modifier                                             |                                                      |                                                      |                                                      |                                                      |

| Foix - Prat d'Albis (km 185) 1re catégorie (11,8km à 6,9%) | Foix - Prat d'Albis (km 185) 1re catégorie (11,8km à 6,9%) | Foix - Prat d'Albis (km 185) 1re catégorie (11,8km à 6,9%) | Foix - Prat d'Albis (km 185) 1re catégorie (11,8km à 6,9%) | Foix - Prat d'Albis (km 185) 1re catégorie (11,8km à 6,9%) |
| ---------------------------------------------------------- | ---------------------------------------------------------- | ---------------------------------------------------------- | ---------------------------------------------------------- | ---------------------------------------------------------- |
|                                                            | Coureur                                                    | Pays                                                       | Équipe                                                     | Point(s)                                                   |
| 1er                                                        | Simon Yates                                                | Royaume-Uni                                                | Mitchelton-Scott                                           | 10                                                         |
| 2e                                                         | Thibaut Pinot                                              | France                                                     | Groupama-FDJ                                               | 8                                                          |
| 3e                                                         | Mikel Landa                                                | Espagne                                                    | Movistar                                                   | 6                                                          |
| 4e                                                         | Emanuel Buchmann                                           | Allemagne                                                  | Bora-Hansgrohe                                             | 4                                                          |
| 5e                                                         | Egan Bernal                                                | Colombie                                                   | Ineos                                                      | 2                                                          |
| 6e                                                         | Lennard Kämna                                              | Allemagne                                                  | Sunweb                                                     | 1                                                          |
| modifier                                                   |                                                            |                                                            |                                                            |                                                            |

### Prix de la combativité
- Mikel Landa (Movistar)

## Classements à l'issue de l'étape

### Classement général
| Classement général | Classement général | Classement général | Classement général    | Classement général |
|                    | Coureur            | Pays               | Équipe                | Temps              |
| ------------------ | ------------------ | ------------------ | --------------------- | ------------------ |
| 1er                | Julian Alaphilippe | France             | Deceuninck-Quick Step | en 61 h 0 min 22 s |
| 2e                 | Geraint Thomas     | Royaume-Uni        | Ineos                 | + 1 min 35 s       |
| 3e                 | Steven Kruijswijk  | Pays-Bas           | Jumbo-Visma           | + 1 min 47 s       |
| 4e                 | Thibaut Pinot      | France             | Groupama-FDJ          | + 1 min 50 s       |
| 5e                 | Egan Bernal        | Colombie           | Ineos                 | + 2 min 2 s        |
| 6e                 | Emanuel Buchmann   | Allemagne          | Bora-Hansgrohe        | + 2 min 14 s       |
| 7e                 | Mikel Landa        | Espagne            | Movistar              | + 4 min 54 s       |
| 8e                 | Alejandro Valverde | Espagne            | Movistar              | + 5 min 0 s        |
| 9e                 | Jakob Fuglsang     | Danemark           | Astana                | + 5 min 27 s       |
| 10e                | Rigoberto Urán     | Colombie           | EF Education First    | + 5 min 33 s       |
| modifier           |                    |                    |                       |                    |

### Classement par points
| Classement par points | Classement par points | Classement par points | Classement par points | Classement par points |
| --------------------- | --------------------- | --------------------- | --------------------- | --------------------- |
|                       | Coureur               | Pays                  | Équipe                | Point(s)              |
| 1er                   | Peter Sagan           | Slovaquie             | Bora-Hansgrohe        | 284 points            |
| 2e                    | Sonny Colbrelli       | Italie                | Bahrain-Merida        | 191 pts               |
| 3e                    | Michael Matthews      | Australie             | Sunweb                | 187 pts               |
| 4e                    | Elia Viviani          | Italie                | Deceuninck-Quick Step | 184 pts               |
| 5e                    | Caleb Ewan            | Australie             | Lotto-Soudal          | 148 pts               |
| 6e                    | Jasper Stuyven        | Belgique              | Trek-Segafredo        | 132 pts               |
| 7e                    | Matteo Trentin        | Italie                | Mitchelton-Scott      | 118 pts               |
| 8e                    | Julian Alaphilippe    | France                | Deceuninck-Quick Step | 117 pts               |
| 9e                    | Greg Van Avermaet     | Belgique              | CCC                   | 101 pts               |
| 10e                   | Dylan Groenewegen     | Pays-Bas              | Jumbo-Visma           | 96 pts                |
| modifier              |                       |                       |                       |                       |

### Classement du meilleur jeune
| Classement général du meilleur jeune | Classement général du meilleur jeune | Classement général du meilleur jeune | Classement général du meilleur jeune | Classement général du meilleur jeune |
|                                      | Coureur                              | Pays                                 | Équipe                               | Temps                                |
| ------------------------------------ | ------------------------------------ | ------------------------------------ | ------------------------------------ | ------------------------------------ |
| 1er                                  | Egan Bernal                          | Colombie                             | Ineos                                | en 61 h 2 min 24 s                   |
| 2e                                   | David Gaudu                          | France                               | Groupama-FDJ                         | + 12 min 29 s                        |
| 3e                                   | Enric Mas                            | Espagne                              | Deceuninck-Quick Step                | + 33 min 16 s                        |
| 4e                                   | Laurens De Plus                      | Belgique                             | Jumbo-Visma                          | + 45 min 26 s                        |
| 5e                                   | Giulio Ciccone                       | Italie                               | Trek-Segafredo                       | + 49 min 16 s                        |
| 6e                                   | Gregor Mühlberger                    | Autriche                             | Bora-Hansgrohe                       | + 50 min 55 s                        |
| 7e                                   | Lennard Kämna                        | Allemagne                            | Sunweb                               | + 1 h 16 min 26 s                    |
| 8e                                   | Tiesj Benoot                         | Belgique                             | Lotto-Soudal                         | + 1 h 17 min 56 s                    |
| 9e                                   | Gianni Moscon                        | Italie                               | Ineos                                | + 1 h 35 min 29 s                    |
| 10e                                  | Søren Kragh Andersen                 | Danemark                             | Sunweb                               | + 1 h 37 min 29 s                    |
| modifier                             |                                      |                                      |                                      |                                      |

### Classement du meilleur grimpeur
| Classement du meilleur grimpeur | Classement du meilleur grimpeur | Classement du meilleur grimpeur | Classement du meilleur grimpeur | Classement du meilleur grimpeur |
| ------------------------------- | ------------------------------- | ------------------------------- | ------------------------------- | ------------------------------- |
|                                 | Coureur                         | Pays                            | Équipe                          | Point(s)                        |
| 1er                             | Tim Wellens                     | Belgique                        | Lotto-Soudal                    | 64 points                       |
| 2e                              | Thibaut Pinot                   | France                          | Groupama-FDJ                    | 50 pts                          |
| 3e                              | Thomas De Gendt                 | Belgique                        | Lotto-Soudal                    | 37 pts                          |
| 4e                              | Julian Alaphilippe              | France                          | Deceuninck-Quick Step           | 33 pts                          |
| 5e                              | Giulio Ciccone                  | Italie                          | Trek-Segafredo                  | 30 pts                          |
| 6e                              | Simon Yates                     | Royaume-Uni                     | Mitchelton-Scott                | 29 pts                          |
| 7e                              | Xandro Meurisse                 | Belgique                        | Wanty-Gobert                    | 27 pts                          |
| 8e                              | Steven Kruijswijk               | Pays-Bas                        | Jumbo-Visma                     | 24 pts                          |
| 9e                              | Emanuel Buchmann                | Allemagne                       | Bora-Hansgrohe                  | 24 pts                          |
| 10e                             | Natnael Berhane                 | Érythrée                        | Cofidis                         | 20 pts                          |
| modifier                        |                                 |                                 |                                 |                                 |

### Classement par équipes
| Classement par équipes | Classement par équipes | Classement par équipes | Classement par équipes |
|                        | Équipe                 | Pays                   | Temps                  |
| ---------------------- | ---------------------- | ---------------------- | ---------------------- |
| 1re                    | Movistar               | Espagne                | en 183 h 28 min 20 s   |
| 2e                     | Trek-Segafredo         | États-Unis             | + 30 min 45 s          |
| 3e                     | Ineos                  | Royaume-Uni            | + 30 min 54 s          |
| 4e                     | Groupama-FDJ           | France                 | + 36 min 22 s          |
| 5e                     | Jumbo-Visma            | Pays-Bas               | + 49 min 41 s          |
| 6e                     | Bora-Hansgrohe         | Allemagne              | + 59 min 38 s          |
| 7e                     | EF Education First     | États-Unis             | + 59 min 46 s          |
| 8e                     | Mitchelton-Scott       | Australie              | + 1 h 5 min 3 s        |
| 9e                     | AG2R La Mondiale       | France                 | + 1 h 8 min 6 s        |
| 10e                    | Astana                 | Kazakhstan             | + 1 h 14 min 4 s       |
| modifier               |                        |                        |                        |

## Le maillot jaune du jour
Chaque jour, un maillot jaune différent est remis au leader du classement général, avec des imprimés rendant hommage à des coureurs ou à des symboles qui ont marqué l'histoire l'épreuve, à l'occasion du centième anniversaire du maillot jaune.
Miguel Indurain est l’unique coureur à avoir gagné le Tour cinq fois consécutivement et il est le représentant du jour.